# Valentin Naboth
Valentin Naboth (auch Naibod oder Nabod; * 14. Februar 1523 in Calau; † 3. März 1593 in Venedig) war ein deutscher Mathematiker, Astronom, Astrologe und Hochschullehrer. Sein latinisierter Name lautete Valentinus Nabodus oder Valentinus Naiboda.

## Leben und Wirken
Valentin war der Sohn jüdischer Eltern und der jüngere Bruder des Lutheranischen Theologen Alexius Naboth (um 1520–um 1551). Im Jahre 1544 wurde er in der Universität zu Wittenberg immatrikuliert. Dann im Jahre 1550 wechselte er an die Universität Erfurt. Ab 1553 lehrte er selbst Mathematik an der Universität zu Köln, da diese Disziplin aber kein Bestandteil des Curriculums war, lehrte er als Privatdozent. Seine fachliche Qualifikation ließ ihn aber schon bald einen Ruf zum Ordinarius erhalten. Einer seiner Schüler war der niederländische Mathematiker Rudolph Snellius. 
| |  |  |
| Naboths Darstellung der konventionellen Ansicht des Sonnensystems (links), Martianus Capellas Darstellung des geoheliozentrischen, astronomischen Modells (Mitte) und Nicolaus Copernicus heliozentrisches Modell (rechts). |  |  |

Im Jahre 1573 veröffentlichte Naboth ein Astronomie-Lehrbuch, das „Primarum de coelo et terra“, welches er Stephan Báthory widmete. Anhand der verwendeten Abbildungen besteht kein Zweifel darüber, dass Naboth sich mit „De revolutionibus orbium coelestium“ (1543) beschäftigte, als er dieses Lehrbuch schrieb, zeigt er in diesem Buch doch schematische Darstellungen des konventionellen Modells des Sonnensystems, des geoheliozentrischen Modells von Martianus Capella sowie das heliozentrische Modell von Copernicus.
Im Jahr 1564 legte er seine Professur nieder und reiste zunächst nach Paris, wo er den böhmischen lutherischen Humanisten Šimon Proxenus ze Sudetu traf. Er lernte ebenfalls Petrus Ramus kennen. Hiernach zog er nach Italien, wahrscheinlich erst nach Padua, später nach Venedig. In Venedig verlor er wahrscheinlich sein Vermögen. In einem Werk von Tommaso Campanella ging die Geschichte hervor, dass Naboth sich völlig zurückzog und Vorkehrungen traf, um etwaige Gefahren abzuwehren, die er durch ein sich selbst erstelltes Horoskop eintreten sah. So habe er Lebensmittelvorräte angelegt und die Fenster und Türen seines Domizils verschlossen, mit der Absicht, sich so lange versteckt zu halten, bis die Gefahren vorüber sein würden. Die geschlossenen Fensterläden hätten nach Campanella aber Einbrecher angelockt, von denen er mit fünf Messerstichen getötet wurde. So entging er dem Schicksal nicht, das durch seine eigenen astrologischen Berechnungen vorhergesagt wurde.

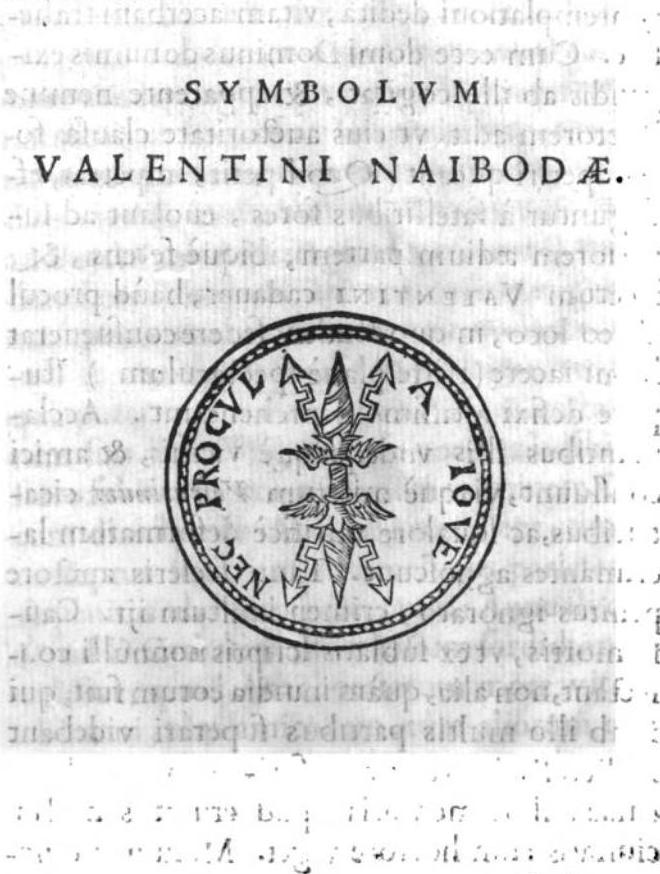
Symbolum Valentini Naibodae. Sceptrum Jovis Fulmineum Cum Inscriptione: NEC PROCUL A JOVE

## Werke
- Enarratio elementorum astrologiae in qua praeter Alcabicii, qui Arabum doctrinam compendio prodidit, expositionem, atq[ue] cum Ptolemaei principijs collationem, reiectis sortilegijs & absurdis vulgoq[ue] receptis opinionibus, de verae artis praeceptorum origine & usu satis disseritur. Arnold Birckmann Nachf.; Köln 1560 Digitalisat der BSB München; Digitalisat der FDU Sevilla
- Primarum de coelo et terra institutionum quotidianarumque mundi revolutionum libri tres. Venetiis 1573
- Astronomicarum institutionum libri III, quibus doctrinae sphaericae elementa methodo nova, facili et ad captum tyronum aptissima traduntur. Venedig 1580
- De annui temporis mensura in Directionibus and De Directionibus. herausgegeben von Giovanni Antonio Magini in De astrologica ratione. Venedig 1607